# The Fat and the Furriest
«The Fat and the Furriest» (с англ. — «Жирные и более пушистые») — пятая серия пятнадцатого сезона мультсериала «Симпсоны».

## Сюжет
Наступает День Матери и Гомер с детьми встают рано утром, чтобы показать друг другу приготовленные подарки. Лиза нарвала букет цветов, а Гомер, Барт и Мэгги сделали своими руками кружки с надписью «Мама». Решив, что такие подарки не годятся, Симпсоны отправляются в супермаркет «Sprawl-Mart», где с удивлением обнаруживают, что дедушка Симпсон работает там швейцаром. В магазине они встречают сестёр Мардж Пэтти и Сельму и по их совету покупают ей в подарок аппарат «Ярмарка на кухне» для изготовления сладостей на дому.
Ночью Гомер пробирается на кухню и готовит огромный шар из сахарной ваты и карамели. С этого момента он повсюду берёт его с собой, даже в постель. Когда Гомер лежит с шаром в гамаке, его атакуют муравьи, затем птицы и кошки, а потом к шару прилипают Род и Тодд Фландерсы. Мардж просит Гомера выбросить лакомство, и он слушается жену. Но на свалке на Гомера нападает медведь. Вернувшись домой, Симпсон ничего не рассказывает семье, но сюжет о его приключении с медведем, снятый местным охотником Грантом Коннором, показывает Кент Брокман в своей передаче «Трусы Кента». С этого дня все жители Спрингфилда начинают смеяться над Гомером(плохое великодушие от Барта не в чет). Он начинает бояться даже игрушечных и мармеладных медведей. Эйб Симпсон советует ему найти того самого медведя, чтобы преодолеть свой страх. Грант Коннор, к которому Симпсон приходит за помощью, даёт ему радар, чтобы тот смог найти медведя по передатчику в ухе, и советует подумать о защите. Гомер сооружает из подручных материалов специальный костюм, но Мардж запрещает ему идти драться с медведем.
Ночью Гомер и Барт выбираются из дому и вместе с Ленни и Карлом отправляются на поиски медведя. Ленни и Карл вынимают батарейки из приёмника-радара, чтобы вместо отслеживания сигнала слушать радио. В это время Гомер снимает свой защитный костюм и идёт к реке купаться. Медведь нападает на него и загоняет в пещеру, но затем Гомер снимает со зверя ушную метку и понимает, что она причиняла животному боль и злила его. Зверь и человек понимают, что у них много общего. В это время Грант Коннор, к которому Мардж обратилась за помощью, пытается застрелить медведя. Тогда Гомер решает помочь своему новому другу добраться до заповедника. На пути к заповеднику медведя подстерегают охотники, но Симпсон надевает на него защитный костюм, и животному удаётся прорваться через засаду. В заповеднике на него нападает слон (из серии «Bart Gets an Elephant»), но вся семья всё равно гордится поступком Гомера.

## Саундтрек
- «Eye of the Tiger» группы «Survivor»;
- «Afternoon Delight» группы «Starland Vocal Band»;
- «I Got You Babe» Сонни и Шер;
- «Jarabe Tapatío» (в США известна как «Mexican Hat Dance»).

## Культурные отсылки
Название эпизода является отсылкой на оригинальное название фильма Форсаж (The Fast and the Furious)
На создание медвежьего доспеха, пережившего нападение медведя (но не публичную трусость Гомера), вдохновил Трой Хертубис , история которого была рассказана в документальном фильме « Проект Гризли» 